# Vinařská naučná stezka Mikulov
Vinařská naučná stezka Mikulov je vinařská naučná stezka, tvořící okruh okolo centrální části Pavlovských vrchů s Děvínem. Její celková délka je cca 28 km, svojí délkou je tak vhodná především pro cyklisty, a nachází se na ní 17 zastavení.

## Vedení trasy
Naučná stezka začíná v Mikulově na Kostelním náměstí, odkud vede ulicemi Pavlovská a Dukelská ven z města, po silnici směrem na Klentnici. Asi 1 km za městem přibírá zleva červenou turistickou značku od PR Turold. NS pokračuje okolo PP Kočičí skála, kterou nechává vpravo, do Klentnice. Prochází Klentnicí, v níž míjí kostel sv. Jiří, po silnici směrem na Pavlov, přičemž dvakrát na ni ústí NS Děvín. Do Pavlova přichází ulicí Rudolfa Gajdoše, u obecního úřadu se stáčí doprava do ulice Luční a po chvíli doleva na ulici 23. dubna, kterou opouští Pavlov. Na rozcestí Pavlov-bus se stáčí doleva a po silnici podél dolní Novomlýnské nádrže míří do Dolních Věstonic, přičemž cestou nechává vlevo NPP Kalendář věků. V Dolních Věstonicích se napojuje na silnici II/420, kterou pokračuje přes Horní Věstonice až k osadě Spálená Hospoda, kde odbočuje doleva na silničku do Perné. V Perné na rozcestí zahýbá doprava a po silničce míří na Bavory, kterými prochází a nedaleko Kočičí skály se napojuje na část přicházející od Mikulova. Trasu je možné absolvovat i z opačného směru.

## Zastavení
- Úvodní panel – mapa trasy a plán města Mikulova
- Informace o mikulovské vinařské oblasti + mapa trasy a plán města Mikulova
- Ekosystém vinic
- Bavory – historie vinařské obce
- Perná – historie vinařské obce, plán obce
- Horenský řád
- Perenské vinice: Šlechtění a křížení odrůd, Novošlechtěnci, charakteristika nově vyšlechtěných odrůd (3 zastavení)
- Révokaz a podnožová réva
- Horní Věstonice – historie vinařské obce
- Dolní Věstonice – historie vinařské obce, mapa NS vinařské Mikulov, habánská řemesla
- Kalendář věků – půdní profil, archeologie, chloróza révy vinné
- Pavlov – historie vinařské obce, ekologické vinohradnictví
- Panoramatická mapa, klimatologické podmínky
- Klentnice – historie vinařské obce, mapa NS vinařské Mikulov